# Metakaryota
O super-reino Metakaryota foi definido por Thomas Cavalier-Smith como eucariotos avançados resultantes da endossimbiose de um proteobacterium, dando origem à mitocôndria, por um eucarioto archezoário. No entanto, com o colapso da hipótese do Archezoa (que os eucariotos amitocondriados eram basais), esse agrupamento foi abandonado em esquemas posteriores.